# Setodes uranius
Setodes uranius is een schietmot uit de familie Leptoceridae. De soort komt voor in het Palearctisch gebied.